# Orod III.
Orod III. Partski (perzijsko ارد سوم‎), veliki kralj Partskega cesarstva, ki je vladal približno od leta 4–6, * ni znano, † 6.
Na partski prestol so ga okoli leta 4 pripeljali partski aristokrati po odstavitvi in usmrtitvi kralja Fraata V. (vladal 2 pr. n. št.–4) in njegove matere in žene Muze Partske. Orod je bil po kratkem vladanju zaradi izjemne krutosti ubit. Po njegovi smrti si je prestol prilastil Fraatov  brat Vonon I. (vladal približno 8–12 n. št.), zaradi česar je prišlo do državljanske vojne z Artabanom III. (vladal približno 10–38).